# Dorothee Röseberg

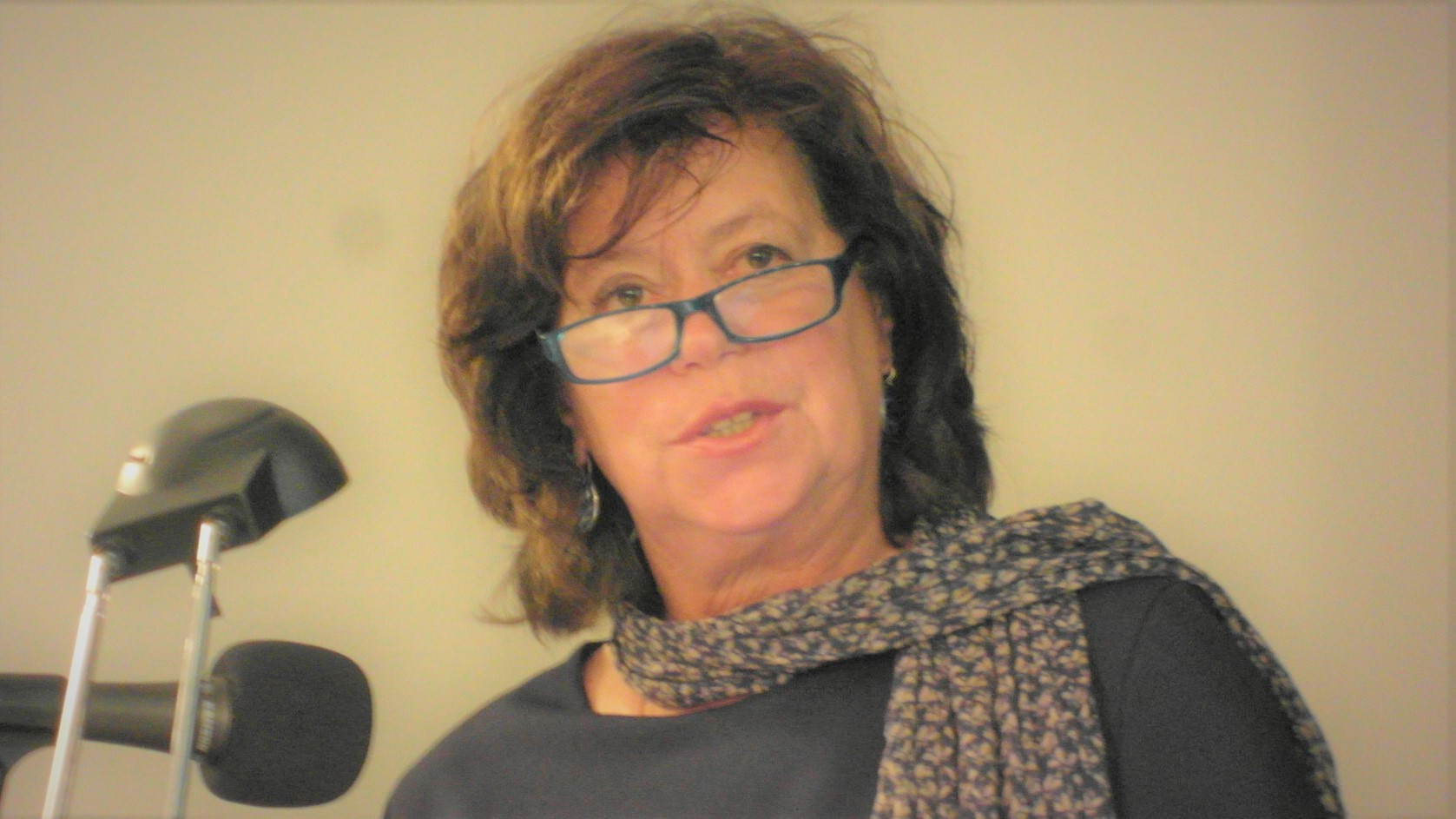
Dorothee Röseberg auf dem Leibniz-Tag der Leibniz-Sozietät, Berlin 2017

Dorothee Röseberg (* 27. Mai 1951 in Caputh bei Potsdam) ist eine deutsche Romanistin und Kulturwissenschaftlerin. Sie ist seit 1997 Professorin für Romanistische Landes- und Kulturwissenschaft (Schwerpunkt Frankreich) an der Martin-Luther-Universität Halle-Wittenberg (seit 2017 im Ruhestand).

## Leben
Dorothee Röseberg wurde in Caputh bei Potsdam geboren. Ihr Schulbesuch von 1957 bis 1969 erfolgte in Ost-Berlin, sie schloss eine Berufsausbildung mit Abitur zur Handelskauffrau ab. In den Jahren 1969 bis 1973 absolvierte sie ein Studium an der Humboldt-Universität zu Berlin (HU) in der Fachrichtung Diplomlehrer für Französische Sprache und Russische Sprache, das sie 1973 mit dem Staatsexamen und dem Diplom abschloss. Ihr Berufseinstieg von 1973 bis 1977 erfolgte im schulpraktischen Dienst in Berlin. Danach nahm sie von 1977 bis 1981 eine wissenschaftliche Aspirantur an der Sektion Romanistik der HU Berlin wahr. Im Jahre 1982 erfolgte ihre Promotion zum Dr. phil. mit einer Arbeit zur „französischen Jugendbewegung und Jugendpolitik der FKP seit 1968“.
Von 1981 bis März 1994 schloss sich eine Tätigkeit als wissenschaftliche Assistentin am Institut für Romanistik der HU Berlin an, wobei sie Lehre und Forschung im Bereich der Landes- und Kulturwissenschaft Frankreich übernahm. 1990 erwarb sie die Lehrbefähigung (Facultas Docendi) für das Gebiet Literatur- und Kulturgeschichte Frankreichs. 1991 schloss Röseberg ihre Promotion B zum Dr. sc. phil. (entspricht einer Habilitation) mit einer Arbeit zur „Funktionsgeschichte französischer Literatur in der Bildungsgeschichte französischer Eliten (18.-20. Jh.)“ ab. Anschließend von März 1994 bis Oktober 1994 war sie Heisenberg-Stipendiat der Deutschen Forschungsgemeinschaft mit Lehrverpflichtungen an der Universität Potsdam.
Sie wurde 1994 als Professorin (C3) an die TU Chemnitz berufen und wirkte hier auf dem Fachgebiet „Landeskunde und Kultur der romanischen Länder“. Seit 1997 ist sie Professorin (C4) für Romanistische Landes- und Kulturwissenschaft (Schwerpunkt Frankreich) an der Martin-Luther-Universität Halle-Wittenberg. Im Jahre 2002 entwickelte sie die Konzeption und gestaltete die Einrichtung des interdisziplinären Studiengangs „Interkulturelle Europa- und Amerika – Studien“ sowie des „binationalen  Studiengangs IKEAS/LEA mit der Universität Paris Nanterre“. Seither ist sie Programmbeauftragte des binationalen Studiengangs. 
Seit 2007 ist Röseberg assoziierte Wissenschaftlerin im Landesforschungsschwerpunkt „Aufklärung – Religion – Wissen. Transformationen des Religiösen und des Rationalen in der Moderne“. Seit 2010 wirkt sie als Wissenschaftliche Betreuerin im gleichnamigen Graduiertenkolleg des Exzellenznetzwerkes. Zugleich wurde sie Fachgutachterin bei Acquin im Rahmen der nationalen Akkreditierungsverfahren von sozial- und geisteswissenschaftlichen Studiengängen. Im Sommersemester 2017 trat sie in den Ruhestand.
Röseberg wurde 2011 zum Mitglied der Gelehrtengesellschaft Leibniz-Sozietät der Wissenschaften zu Berlin gewählt, gehört deren Präsidium an und ist seit 2016 als Vizepräsidentin tätig.
Dorothee Röseberg ist verheiratet und hat zwei erwachsene Kinder.

## Gastprofessuren
- 1998 an der Universität Paris VII
- 1999 an den Universitäten Paris VII und Paris VIII
- 2011 Universität Nancy
- Seit 2003 regelmäßige Gastvorträge an der Universität Paris-Nanterre[3]
- langjährige Forschungskooperationen mit französischen Kollegen  weiterer französischer Universitäten sowie mit der Ecole des Hautes  Etudes en Sciences Sociales
- seit 2010 mit der Universität Lomé (Togo).

## Mitgliedschaften und Ehrungen
- 2001–2009 Mitglied im wissenschaftlichen Beirat der Deutsch-Französischen-Hochschule (DFH)
- Mitglied im Auswahlausschuss des DAAD für das Romanistenprogramm 2002–2009 sowie von 2003–2009 für das Exzellenzprogramm (Frankreich und Benelux)
- Gutachterin der geisteswissenschaftlichen Evaluationskommission der DFH
- Mitglied im wissenschaftlichen Beirat der Zeitschrift „Grenzgänge“
- Seit 2003 Mitglied im deutsch-französischen Komitee für die Erforschung der deutschen und französischen Geschichte des 19. und 20. Jh.
- seit 2011 Mitglied der Leibniz-Sozietät der Wissenschaften zu Berlin
- Seit 2012 Mitglied in der Association pour le Développement de l’Histoire Culturelle (ADHC)
- 2015 Auszeichnung durch die Republik Frankreich: Dorothee Röseberg ist vom französischen Staat mit einer hohen Auszeichnung geehrt worden. Ihr wurde vom Premierminister der Republik Frankreich die „Palmes Académiques in der Offiziersklasse“ verliehen. Diese 1808 gestiftete Ehrengabe wird seither an hervorragende Wissenschaftler, Künstler und Hochschullehrer vergeben. Damit würdigt unser französisches Nachbarland die Verdienste, die sich Dorothee Röseberg um die Erforschung und Verbreitung der Französischen Kultur in Deutschland durch  ihre Forschungen, Publikationen und ihre akademische Lehrtätigkeit erworben hat. Aber auch ihr Wirken für die deutsch-französische Zusammenarbeit, insbesondere auf kulturellem und hochschulpolitischem Gebiet, findet damit seine Anerkennung.
- seit 2016 Vizepräsidentin der Leibniz-Sozietät.

## Forschungsschwerpunkte und Interdisziplinäre Kooperationen
- Geschichte, Theorie und Methoden fremdsprachlicher Kulturwissenschaft
- Interkulturalitätsforschung, insbesondere Xenologie (Schwerpunkt: Fremdheitserfahrungen und ethnografisches Schreiben)
- Kulturraumbezogene Arbeiten zu Frankreich und Deutschland: Bildungsphilosophie und Bildungspraxis im deutsch-französischen Vergleich (18.–20. Jh.),  Erinnerungskulturen in Frankreich und in Deutschland, Kulturgeschichte  der Beziehungen zwischen Frankreich und der DDR, Staat und Religion in  Frankreich und Deutschland (19./20. Jh.)

Röseberg pflegt vielfältige interdisziplinäre Kooperationen:
- mit Psychologen zum Thema Fremdheit,
- mit Theologen und Historikern zum Thema Staat und Religion bzw. Frankreich und DDR,
- als Herausgeberin der Reihe Trennstriche-Bindestriche bei Logos Verlag mit Anglisten und Amerikanisten.

## Publikationen

### Monographien
- Literarische Kultur in Frankreich. Literatur  als Institution in der Sekundarschule des 19./20. Jh. Peter Lang Verlag.  Frankfurt/Main, Bern, New York, Paris, Wien 1992. (267 Seiten).
- Kulturwissenschaft Frankreich. Eine Einführung. Stuttgart, Klett Verlag 2001. (192 Seiten).
- Studieren in Frankreich und Deutschland. Akademische Lehr- und   Lernkulturen im Vergleich. (mit B. Durand, S. Neubert, V. Viallon).   Avinus. Berlin 2006. (109 Seiten).
- Étudier en  France et en Allemagne. Approche comparée des cultures universitaires.  (mit Durand, Neubert, Viallon). Septentrion. Presses Universitaires  Lille 2007. (135 Seiten).
- Formation de la raison. Zur Geschichte  französischer Wissenskultur aus interkultureller Perspektive. (18.–20.  Jh.) IKS Verlag Garamond, Edition Paideia. Jena 2012 (122 Seiten).

### Mitarbeit an Wörterbüchern und Lexika
- Stichwort: Literaturverhältnisse, Literatursoziologie. In: Europäische Enzyklopädie zu Philosophie und Wissenschaften. Felix Meiner Verlag. Hamburg 1990.
- Agota Kristof. Kritisches Lexikon für fremdsprachige Gegenwartsliteratur. Text und Kritik. Göttingen. 1998.
- Agota Kristof. Autoren der Weltliteratur. Metzler Verlag. Stuttgart. 2006.
- Stichwort: Frankreich. In: Gabriele Rippl/Simone Winko (Hg.). Handbuch - Kanon und Wertung. Theorien, Instanzen, Geschichte. Metzler Verlag. Stuttgart 2013, S. 309–313.
- Stichwort: Kanongeschichte in Frankreich. In: Rippl, Winko (Hg.) Handbuch Kanon und Wertung. Theorien, Instanzen, Geschichte. Metzler Verlag 2013, S. 309–314.

### Herausgebertätigkeit
- Herausgeberin der Reihe: Trennstriche-Bindestriche. Logos Verlag. Berlin. (mit Sabine Volk-Birke und Hans-Jürgen Grabbe). Bislang erschienen: 4 Bände.
- Landeskunde  und Kulturwissenschaft. Theorieansätze, Forschungsfelder,  Unterrichtsmodelle. ( mit H.-J. Lüsebrink ). Gunter Narr Verlag Tübingen  1995. (224 Seiten)
- Frankreich und `das andere Deutschland`. Stauffenburg Verlag, Tübingen 1999. (703 Seiten)
- Images de la France en République Démocratique Allemande. L´Harmattan. Paris 2004. (312 Seiten)
- Frankreich und die Neuen Länder (mit G. Casasus). Stauffenburg Verlag. Tübingen. 2004. (118 Seiten)
- Interkulturalität und wissenschaftliche Kanonbildung. (mit Heinz Thoma). Logos Verlag, Berlin 2006 (575 Seiten)
- Tout–Monde:  Interkulturalität, Hybridisierung,  Kreolisierung. Kommunikations- und  gesellschaftstheoretische Modelle  zwischen „alten“ und „neuen“ Räumen.  (mit Ralph Ludwig). Peter Lang  Verlag, Bern u. a. 2010 (282 Seiten)
- Le Franco-Allemand: Herausforderungen transnationaler Vernetzung - Enjeux des réseaux transnationaux. (mit Marie-Therese Mäder). Logos Verlag, Berlin 2013 (257 Seiten).
- Erinnern und Vergessen. Nationale Gedächtnisorte in der Romania. In: quo vadis romania? Wien 2000. (108 Seiten)
- Rita Schober - Vita. Eine Nachlese. Editiert, kommentiert und mit Texten aus Archiven und dem Nachlass erweitert von Dorothee Röseberg. Narr Francke Attempto Verlag, Tübingen 2018, ISBN 978-3-8233-8227-0.